# Tirannosauro (film)
Tirannosauro (Tyrannosaur) è un film del 2011 diretto da Paddy Considine.
Si tratta del primo lungometraggio da regista di Considine, che ne è anche sceneggiatore.
Il film ha ottenuto numerosi riconoscimenti internazionali, tra cui sette candidature agli British Independent Film Awards 2011.

## Trama
Joseph è un vedovo disoccupato con problemi di alcolismo, afflitto da una forte rabbia che lo porta verso l'autodistruzione, che tocca il culmine quando in un impeto di rabbia uccide a calci il suo cane. Nel disperato tentativo di cambiare la sua vita e uscire da un passato che lo tormenta, Joseph incontra la gentile Hannah, una donna cristiana vittima di un marito violento. Ma proprio un oscuro segreto di Hannah rischia di far tornare Joseph alla sua vita precedente.

## Distribuzione
Il film è stato presentato al Sundance Film Festival 2011, dove ha vinto diversi premi. È stato distribuito nel Regno Unito il 7 ottobre 2011 e negli Stati Uniti il 18 novembre dello stesso anno. In Italia è stato presentato al Festival internazionale del film di Roma 2011  nella sezione "Occhio sul Mondo", dedicata al cinema britannico.

## Riconoscimenti
- Sundance Film Festival 2011:
  - The World Cinema Award for Directing: Dramatic a Paddy Considine
  - The World Cinema Special Jury Prize for Breakout Performance a Peter Mullan
  - The World Cinema Special Jury Prize for Breakout Performance a Olivia Colman
- British Independent Film Awards 2011:
  - Miglior film
  - Miglior attrice a Olivia Colman
  - Premio Douglas Hickox per miglior debutto registico a Paddy Considine
- Satellite Awards 2011:
  - Premio speciale per il miglior esordio alla regia a Paddy Considine
- Premi BAFTA 2012:
  - Miglior esordio britannico da regista, sceneggiatore o produttore a Paddy Considine (regista) e Diarmid Scrimshaw (produttore)